# Paul Mahrer
Paul Mahrer (auch Pavel Mahrer, geboren 23. Mai 1900 in Teplitz-Schönau, Österreich-Ungarn; gestorben 18. Dezember 1985 in Los Angeles) war ein tschechoslowakisch-US-amerikanischer Fußballspieler.

## Leben
Paul Mahrer trug den Spitznamen „Aule“. Er machte eine Banklehre und spielte zunächst in seinem örtlichen Verein Teplitzer FK, der vor 1914 und ein paar Jahre nach 1918 eine hervorragende Rolle im mitteleuropäischen Fußball spielte. Mit dem TFK machte er im Sommer 1922 eine Südamerika-Tournee. 1922 heiratete er in Prag Betty Guttmann, der Sohn Peter wurde 1926 in Prag geboren, dessen Bruder Jerome 1929 in New York. 1923 wechselte er zum DFC Prag. Mit diesem Verein wurde er mehrfach Meister des Deutsch-Böhmischen Fußballverbands. In dieser Zeit wurde er sechs Mal in die tschechoslowakische Nationalmannschaft berufen. Er nahm am Fußballturnier der Olympischen Sommerspiele 1924 in Paris teil, wo die Mannschaft im Achtelfinale gegen die Schweizer Fussballnationalmannschaft ausschied. 1926 unterschrieb er einen Vertrag über 500 USD und spielte in New York City bei den Brooklyn Wanderers, die in der vorherigen Spielsaison Meister der International Soccer League geworden waren. Nach einem weiteren Jahr in der ČSR ging er wieder nach New York und spielte für die Hakoah All-Stars, die ihn in drei Saisonen über einhundertmal einsetzten, ein Mitspieler dort war Béla Guttmann. Infolge der Weltwirtschaftskrise musste die Familie 1932 in die Tschechoslowakei zurückkehren. 1932/33 spielte er wieder in der ČSR für den FK Náchod und danach wieder für den Deutschen Fußball-Club Prag. Bei einem Gastspiel des DFC im August 1933 bei Hertha BSC in Berlin durften die Juden Samuel Schillinger, Torwart Fritz Taussig und Paul Mahrer nicht antreten. 1936 beendete er seine Karriere als Fußballprofi. Mahrer betrieb nun eine Maßschneiderei für Oberhemden in Prag und hatte dank seiner Bekanntheit einen guten Kundenkreis.
Nach der deutschen Zerschlagung der Tschechoslowakei im März 1939 wurde Mahrer verfolgt und ihm Zwangsarbeit im Straßenbau auferlegt. Er wurde für ein Jahr bei der Prager Gestapo inhaftiert und am 9. Juni 1943 ins Ghetto Theresienstadt deportiert. Seine Brüder Kurt (1899–1944) und Otto (1903–1943) waren ebenfalls Häftlinge in Theresienstadt, sie wurden beide 1941 in das Ghetto verschleppt und von dort in das KZ Auschwitz, wo sie ermordet wurden. Seine Frau und Söhne entgingen der Haft, da Sohn Jerry in den USA geboren war, was vor der Kriegserklärung Deutschlands an die USA im Dezember 1941 von der Gestapo respektiert wurde. Betty Mahrer wurde im Lager Lindele interniert, die beiden Söhne wurden von ihr getrennt im Kriegsgefangenenlager in Tittmoning und später in Laufen gefangen gehalten. Durch einen vom IRK organisierten Gefangenenaustausch gelangten Betty, Peter und Jerry Mahrer im Februar 1944 in die Schweiz und von dort in die USA.
Im Ghetto Theresienstadt gelang es dem Judenrat, zwischen Frühjahr 1943 und August 1944 Fußballspielen als Freizeitbeschäftigung genehmigt zu bekommen, und es wurden Spiele in einer ersten und zweiten Fußballliga, ein Pokalwettbewerb und Jugendspiele organisiert. Mahrer spielte als Spielertrainer im Team der Fleischer, das den Pokalwettbewerb gewann.
Mahrer wurde 1945 von der Roten Armee befreit und konnte ein Jahr später in die USA emigrieren. Einen Teil seines Nachlasses stiftete die Familie dem Museum of Jewish Heritage in New York.